# Riccia papillosa
Riccia papillosa là một loài rêu trong họ Ricciaceae. Loài này được Moris mô tả khoa học đầu tiên năm 1828.